# Jena Irene
Jena Irene Asciutto, conocida artísticamente como Jena Irene (n. Farmington Hills, Míchigan; 13 de julio de 1996), es una cantante y compositora de rock alternativo y pop rock estadounidense. Fue finalista de la décimo-tercera temporada del reality americano American Idol. Irene se convirtió en la primera mujer de Wild Card en la competencia, después de Clay Aiken en la segunda temporada, en llegar a la final del programa.

## Biografía

### 1996-2013: primeros años
Jena Irene Asciutto nació en Farmington Hills, Míchigan, el 13 de julio de 1996. Es hija de George Asciutto y Julie (nacido como Loiselle), tiene un hermano menor y tiene ancestros italianos, franceses y alemanes. Actualmente reside con su madre en Farmington Hills. Se graduó del North Farmington High School el 8 de junio de 2014. Participó en el concurso de talentos anual de North Farmington "Coffe House", y desde la edad de 12 a 16 fue miembro de una banda llamada Infinity Hour, antes de que está se disolviera en febrero de 2013, antes de su audición en American Idol.

## Carrera profesional

### 2014-presente: American Idol y comienzos de carrera
Para su audición en American Idol, Irena cantó Rolling in the Deep de Adele. Durante el proceso de audición, la producción del programa continuamente la llamó "Jena Irene", posiblemente debido a un error cometido por ella cuando escribió su nombre ya que "Irene" no es su apellido sino su segundo nombre. Aunque hizo intentos por corregir su nombre, finalmente decidió mantenerlo como su nombre profesional.
Durante la ronda grupal, cantó Too Close de Alex Clare, junto a Sikenya Thomson, Allie Odom, y Mufarid Zaidi. Se mantuvo dentro de la tercera parte de la Semana Hollywood al cantar una canción original titulada Unbreakable Me, que fue lanzada en iTunes. Irene interpretó la canción nuevamente durante su visita a su ciudad natal después de avanzar al top 3. Fue anunciada como finalista del segundo puesto el 21 de mayo de 2014, en la final de la decimotercera temporada. Irene se unirá al Top 10 Idols para el American Idol Summer Tour en los Estados Unidos.

## Discografía
| Sencillos - 2014: «We Are One» |